# Andersine And
Andersine And er en figur i Disneys tegnefilm og tegneserier. Hun optrådte første gang i tegnefilmen Mr. Duck Steps Out den 7. juni 1940; i tegneserier optrådte hun første gang i Al Taliaferros avisstriber om Anders And den 4. november 1940. I starten havde hun på filmene en stemme ligesom Anders And bare i mindre toneleje, men den blev senere erstattet med en ordinær, mørk kvindestemme. I tv-serien Rap Sjak har Andersine fået et mere dameagtigt udseende, uden den karaktaristiske sløjfe, samt en leguan ved navn Nuller. Der er hun reporter i sit tv-program, som hedder Hvad I Alverden. I Hos Mickey arbejder hun som en, der rerseverer pladser til Disney-gæsterne. I serien er hun også fan af Prinsesse Ariel fra Disney-filmen Den lille havfrue.
Hos Carl Barks og andre tegnere til seriealbum flirter hun tit med fætter Højben, men hun er officielt Anders' kæreste, og mange tegneserier handler om de to figurers rivalisering om hende.
I nogle historier i Anders And & Co. omtales de som forlovede.
I Danmark lægger Annette Heick stemme til Andersine.